# Karosa řady 800
Označení Karosa řady 800 je souhrnné označení pro dva zcela nezávislé autobusové projekty společnosti Karosa Vysoké Mýto.

## 80. léta

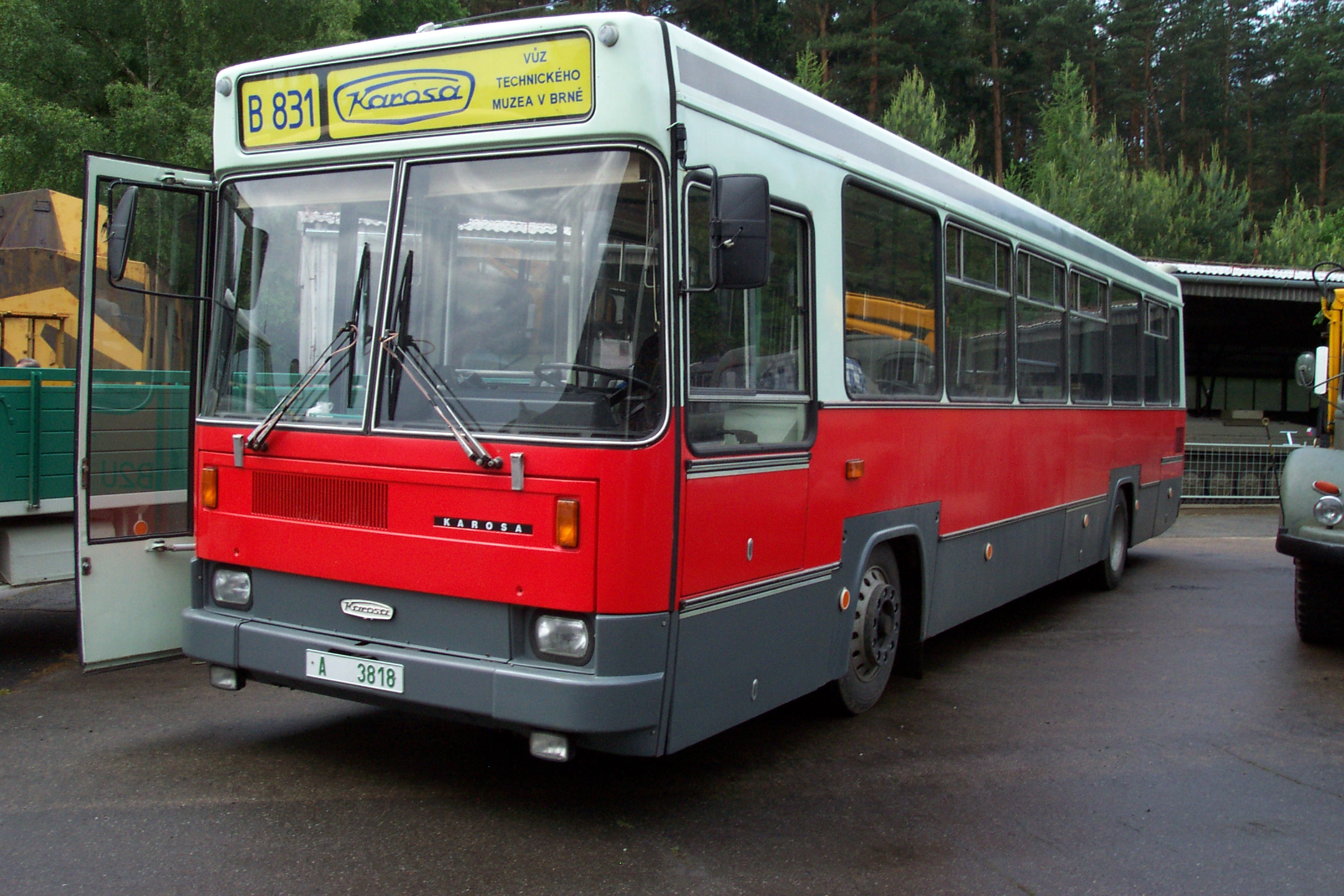
Funkční vzorek autobusu Karosa B 831 – historický exponát Technického muzea v Brně

Poprvé bylo toto označení použito pro nástupce autobusů řady 700, které byly sériově vyráběny od roku 1981. Historie projektu řady 800 se datuje od roku 1983, kdy dostala Škoda Ostrov pokyn od vlády ČSSR vypracovat projekt unifikovaného vozidla, které by s menšími úpravami mohlo být vyráběno jako autobus i trolejbus. Důvodem byla snaha o snížení výrobních nákladů výrobců (Škoda a Karosa) i kupců, kteří by nemuseli kupovat náhradní díly pro zcela odlišná vozidla. Vznikl tak projekt trolejbus Škoda 17Tr – autobus Karosa B 831. Podle původního plánu měly být v Karose vyráběny karoserie pro oba typy, ve Škodě pak elektrická výzbroj pro trolejbus.
První vozy nové unifikované řady byly vyrobeny v roce 1987 a 1988. Jednalo se o šest funkčních vzorků a prototypů – tři autobusy a tři trolejbusy. Záměr se však nezdařil, slibované státní investice pro nutné rozšíření výrobních prostor Karosy se neuskutečnily a projekt 17Tr/B 831 byl v roce 1989 ukončen. V původním plánu byla i výroba kloubových dvoučlánkových (18Tr) i tříčlánkových trolejbusů (19Tr), stejně jako produkce linkového standardního (C 833) a linkového (C 843) i městského (B 841) kloubového autobusu. Naopak dálkové vozy měly být označeny řadou 900.
Ze tří vyrobených vozů B 831 se současnosti dočkal pouze jediný. Ten je od roku 1995 ve sbírkách Technického muzea v Brně.

## 90. léta

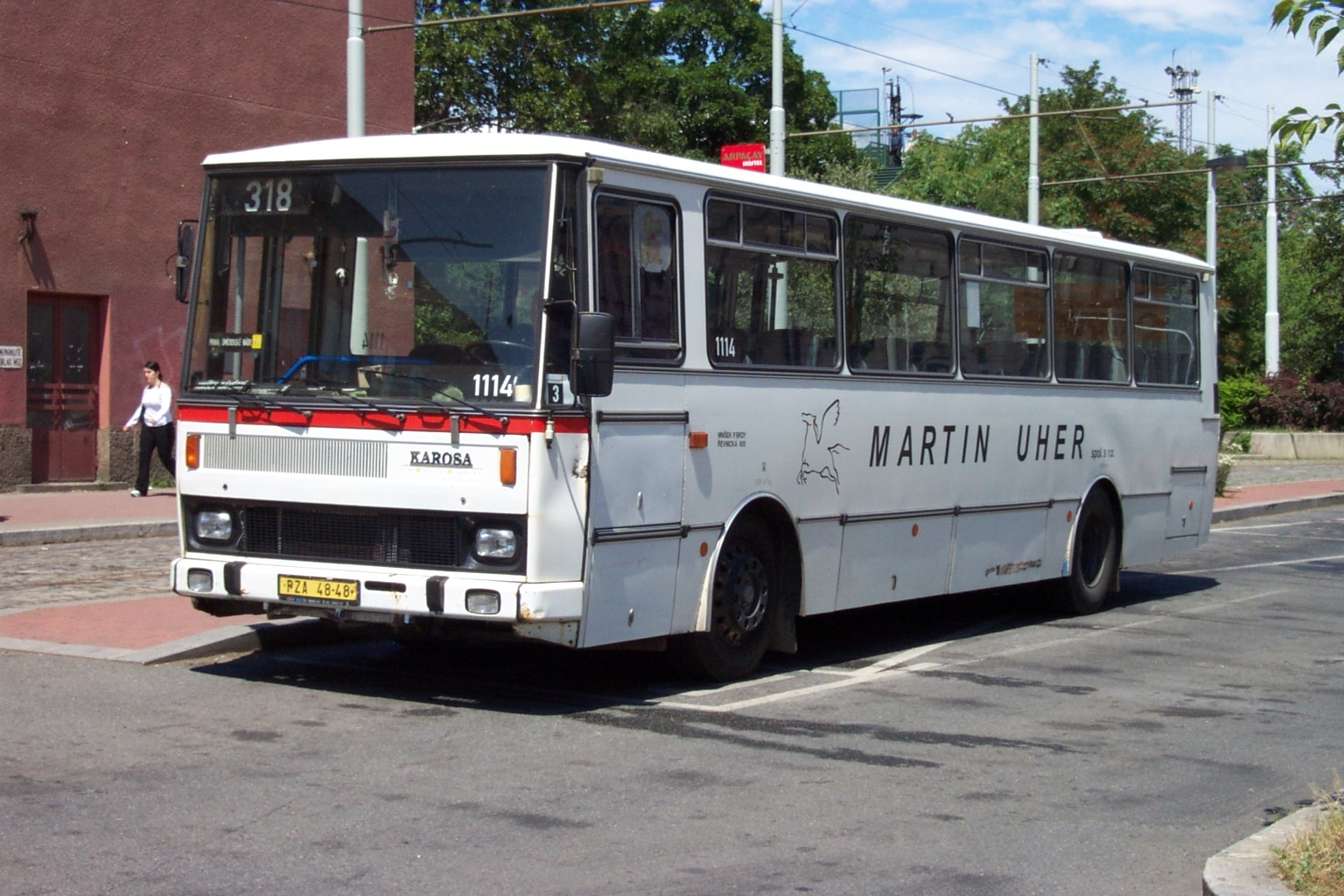
Autobus Karosa C 834 v Praze

V polovině 90. let (konkrétně v roce 1997) přestala Karosa vyrábět autobusy řady 700, které byly v produkci nahrazeny modernizovanou variantou, jež byla označena jako Karosa řady 900 (výroba od roku 1996). V některých státech bývalého Sovětského svazu ale vznikly problémy se schválením těchto nových autobusů a protože Karosa nemohla přijít o tyto významné odběratele, začala vyrábět vozy s označením řada 800. Prakticky se jednalo o trošku modifikované vozy řady 700, designově se tyto dvě řady téměř neliší. Výroba těchto autobusů probíhala v letech 1997 až 1999, kdy začala být do Ruska exportována řada 900. Počty vyrobených vozů řady 800 se počítají na desítky.
Několik málo vozů řady 800 se objevilo, vzhledem k finančním problémům původních kupců, i v Česku a na Slovensku. Další vozy řady 800 v bývalém Československu jezdí jako „rekonstrukce“ starších autobusů řady 700, kdy dopravce koupil nový vůz, který obdržel doklady od toho staršího.

## Varianty
- 80. léta
  - Karosa B 831 – standardní třídveřový městský autobus
- 90. léta
  - Karosa B 832 – standardní třídveřový městský a příměstský autobus
  - Karosa C 834 – dvoudveřový meziměstský autobus
  - Karosa C 835 – dvoudveřový meziměstský autobus pro delší linky
  - Karosa B 841 – kloubový čtyřdveřový městský autobus